# Flexibilitätsmodell
Das Flexibilitätsmodell beschreibt die Eigenschaft von Systemen (Personen, Bauteilen, Gegenständen, Maschinen oder Anlagen), Flexibilität zu besitzen.
Flexibilität ist die Fähigkeit zur zeitnahen und aufwandsarmen Anpassung von Systemen an sich ändernde oder geänderte Bedingungen auf der Grundlage intern verfügbarer Alternativen.

## Einordnung
Dieses Flexibilitätsmodell ist ein Kernmodell für die Systembeschreibung.

## Konzept
Flexibilität setzt intern verfügbare und einnehmbare Alternativen voraus und erfordert normalerweise eine eigene oder aufgegebene Entscheidung in Bezug auf die Einstellungen, Mittel und Aufgaben, die zeitnah und aufwandsarm zu einem neuen alternativen Zustand führen können, sobald die Änderung der Bedingungen festgestellt wird. Die verfügbaren Alternativen müssen dabei vom System reversibel eingenommen werden können oder sich zumindest im Bereich des bestimmungsgemäßen Gebrauchs oder – bei Personen und Personengruppen – im von diesen gewollten Einsatzbereich befinden.

## Anwendungsbereich
Flexibilität kann auftreten bei Bauteilen, Gegenständen, Gebäuden, Einrichtungen, Maschinen und Apparaten, Pflanzen, Tieren, Personen, Personengruppen, Organismen und Organisationen, Anlagen und sonstigen Systemen aller Art. Von Flexibilität gesprochen wird jedoch vor allem bei eher komplexen Systemen wie Gebäuden, Einrichtungen, Maschinen und Apparaten und Anlagen sowie in Bezug auf Personen und Personengruppen oder Organisationen. Die Bedeutung der Flexibilität kann konkreter oder übertragener Natur sein.
Flexible Anpassungen sollten zeitnah und aufwandsarm erfolgen können. Je geringer bei einer Veränderung der äußeren Bedingungen der Bedarf an Zeit und Aufwand für die Anpassung des Systems ist, desto größer ist die Flexibilität. Die Auswirkungen einer Anpassung auf Leistung, Kosten und Abläufe sollte gering sein. Eine Erhöhung von Flexibilität muss immer abgewogen werden mit dem erforderlichen Aufwand bei gleicher Zielerreichung (vgl. auch Anpassungsfähigkeit).
Der einfachste Fall von Flexibilität ist die Fähigkeit zur spontanen Anpassung, z. B. die Elastizität einer elastischen Pflanze oder eines elastischen Bauteils als Fähigkeit zur reversiblen Formänderung (Verbiegung, Torsion u. Ä.) unter sich verändernder Belastung (Windlast, Erdbeben u. Ä.). Bei derartigen spontanen Anpassungen ist keine explizite Entscheidung erforderlich. Der nächsteinfache Fall ist die Einstellbarkeit eines Gerätes über Parametereinstellungen, da hier keine Strukturanpassungen erforderlich sind.
Bei Bauwerken und anderen komplexen Systemen erfordert Flexibilität veränderbare Einstellungen oder Strukturen (Wandlungsfähigkeit), ansonsten läge hier Starrheit vor. Bei einer flexiblen Wohnraumgestaltung kann die Veränderung des Wohnraums, z. B. als Anpassung an geänderte Lebenssituationen (eine geänderte Familiengröße, das geänderte Alter der Bewohner o. Ä.) zwar etwas Zeit und Aufwand erfordern, Zeitbedarf und Aufwand müssen aber klein sein im Vergleich zu einer echten Umbaumaßnahme.
Bei Maschinen oder Apparaten müssen neben den Veränderungen der Einstellungen insbesondere die Werkzeugwechsel und die sonstigen Struktur- und Ausstattungsänderungen zeitnah und ohne besonderen Aufwand erfolgen können. Bei Anlagen sollten entsprechende Umrüstungen und Änderungen der Prozedur möglichst nur Änderungen der Parametereinstellungen erfordern.
In der Produktionswirtschaft bezieht sich Flexibilität auf die Einsetzbarkeit und Nutzung von Gegenständen, Geräten, Maschinen, Apparaten bis zu komplexeren Produktionseinrichtungen. Als Flexibilisierung wird auch die Schaffung von oder Erhöhung der Flexibilität von Personen und Organisationen in Bezug auf Arbeitsabläufe bis zur Rente bezeichnet, meist in Verbindung mit einer Reduktion von Regeln, vertraglichen Bedingungen, Strukturen und Schutzmaßnahmen (vgl. auch Flexibilisierung und Flexibilität (Betriebswirtschaft)).
Weg- oder Bahnflexibilität gibt es beispielsweise im Verkehr oder bei Robotern.
In der Energiewirtschaft betrifft Flexibilität einerseits die variable Energienutzung oder Energieversorgung auf Basis unterschiedlicher Energieträger und die variable Nutzung unterschiedlicher Transportwege, andererseits die Fähigkeit zu flexibler Reaktion (An- oder Abfahren) einer Kraftanlage, eines Kraftwerks oder eines Kraftanlagen- oder Kraftwerkverbundes auf sich verändernden Bedarf.
In der Finanzwirtschaft wird von einem flexiblen Wechselkursverhältnis gesprochen, wenn der Wechselkurs zwischen zwei Währungen sich entsprechend den Marktgegebenheiten frei verändern kann.
Bei einer Strategie wird von Flexibilität gesprochen, wenn unterschiedliche taktische Maßnahmen eingesetzt werden können und eingesetzt werden, um bei sich verändernden Chancen, Hemmnissen, Erschwernissen, Hindernissen, Störungen oder sonstigen Herausforderungen das einmal gesetzte Ziel dennoch zu erreichen.
Eine Person, Personengruppe oder Organisation wird als starr oder unflexibel bezeichnet, wenn sie an ihren Einstellungen oder an starren Verhaltensmustern festhält und sich nicht auf beispielsweise ökonomische oder gesellschaftliche Veränderungen einstellen will oder kann. Bei letzterem ist jedoch anzumerken: Normalerweise wird Flexibilität als eine positive Eigenschaft angesehen; bei Personen und Organisationen insbesondere im hierarchischen oder politischen Bereich kann sie aber auch negativ gemeint sein, wenn diese Person oder die Organisation sich zu leicht von bisher eingenommenen Grundpositionen entfernt – vor allem wenn dies aus opportunistischen Gründen oder Schwachheit geschieht („sein Fähnchen nach dem Wind drehen“).
In der Sicherheitspolitik wird von Flexibilität gesprochen, wenn bei einer Änderung des Grades der Gefährdung oder bei einer Änderung der Art der äußeren Gefahren bis zu einem Angriff alternative Reaktionen (Ausbau oder Abbau des Schutzes, unterschiedliche – nicht von vornherein festgelegte – Verteidigungsmaßnahmen) möglich sind, um den als nötig erachteten Grad der Sicherheit oder des Sicherheitsgefühls zu erhalten oder zu erreichen.
Eine Erweiterung der Flexibilität sind
- in der Mathematik Flexibilität als Eigenschaft von Verknüpfungen (Flexibilitätsgesetz) Flexible Algebra,
- Adaptivität als Intelligenz des betrachteten (ggf. übergeordneten) adaptiven Systems, die über ein Adaptionssystem mit Adaptionsfunktionalität(en) die vorhandene Flexibilität des (ggf. untergeordneten) Systems unter sich verändernden Umgebungsbedingungen nutzen kann (siehe Bild „Adaptives System“).

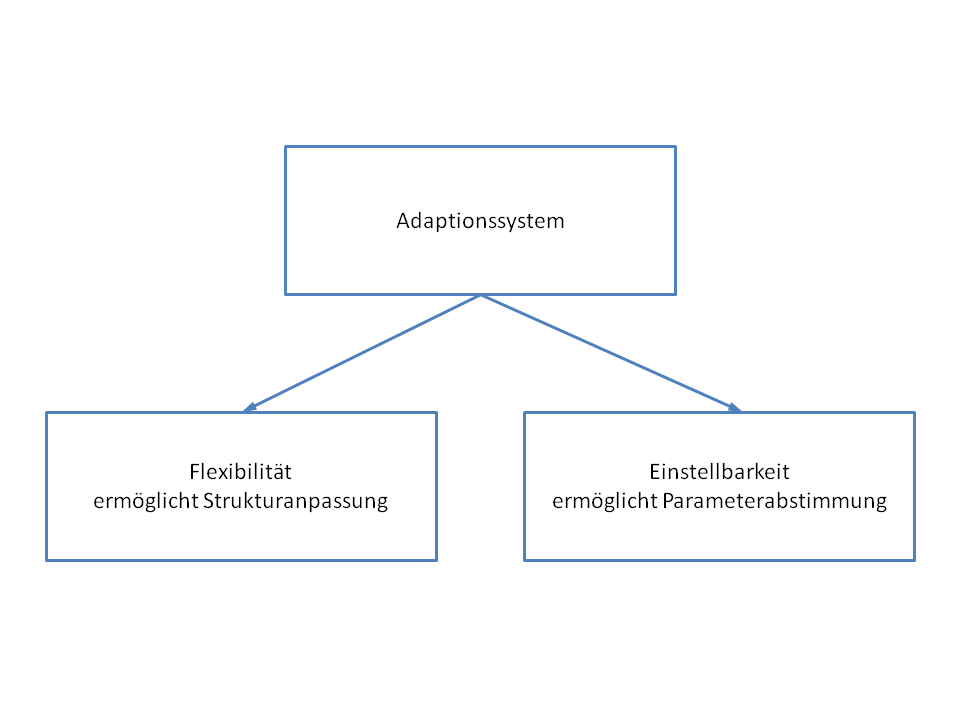
Adaptives System

Von Flexibilität zu unterscheiden ist
- die Robustheit eines Systems gegen externe oder interne Störungen oder gegen Korrosion, Verschleiß usw.,

da hier weder Entscheidung noch sekundäre Strukturanpassung erforderlich sind.
Nicht unter Flexibilität fällt
- die Möglichkeit zum Austausch eines Systems gegen ein anderes System; die flexiblen Alternativen müssen innerhalb des betrachteten Systems angelegt sein,
- die Änderung des inneren Zustands eines Systems als Teil der direkten Erfüllung des Einsatzzwecks.

## Allgemeine Spezifikation
Flexibilität setzt einnehmbare und verfügbare interne Alternativen voraus,
- hinsichtlich der Einstellungen
  - Form, Gestalt, Struktur,
  - Positionen oder Stellungen
  - Wege, Abläufe oder Prozeduren,
  - Parameter oder Sollwerte,
  - Beziehungen oder Verknüpfungen oder
  - Eigenschaften, eigene Bewertungen oder Verhaltensweisen oder andere materieller oder ideelle Prägungen oder Reaktionsmuster,
- hinsichtlich der Mittel
  - Ausstattung mit und Verfügbarkeit von Personen, Gegenständen, Funktionalitäten, Komponenten, Erweiterungen, Schnittstellen oder Vor- oder Folgesystemen, von Geld, Materialien oder Energien, Informationen, Ideen oder Konzepten oder
  - hinsichtlich der Aufgabe oder Aufgabenstellung wie Nutzung, Auftrag oder Rezeptur

oder hinsichtlich anderer einnehmbarer oder verfügbarer Alternativen.
Die Alternativen können dabei durch das flexible System selbst eingenommen (eingestellt, vorgenommen) werden oder von außen vorgegeben werden. Eingeschränkte Funktionsfähigkeit oder fehlende Funktionalitäten oder gar Totalausfall zählen nicht zu den internen Alternativen.
Die Änderungen der Bedingungen, denen ein flexibles System sich anpassen kann oder denen es angepasst werden kann, können sein
- Änderungen der systemunabhängigen Außenbedingungen oder äußeren Umstände (Temperatur, Druck, Wetter und andere physikalische oder chemische Randbedingungen, Wechselkurse, Materialkosten, Stromkosten, Wettbewerbssituationen, neue oder weggefallene Hindernisse oder Erschwernisse, externe Störungen oder Gefährdungen, gesetzliche und andere Regelungen oder Vorschriften usw.),
- Änderungen der Vorbedingungen wie Zahl der Bestellungen einer Sache oder sonstige Anforderungen oder Erwartungen von Kundenseite usw.,
- Änderungen der möglichen (einsetzbaren, geforderten, benötigten, erwarteten, gewünschten) Einstellungen,
- Änderungen der möglichen Mittel,
- Änderungen der Aufgaben und weiteren Zielvorgaben (Aufgabenstellungen) oder
- sonstige Einschränkungen oder Erweiterungen der zur Verfügung stehenden alternativen Zustände

Änderungen der Einstellungen, Mittel und Aufgaben folgen normalerweise auf Änderungen der äußeren Umstände oder der Vorbedingungen. Sie können selbstbestimmt sein, also innerhalb der betrachteten Person, des betrachteten Gegenstandes, Systems oder Prozesses selbst generiert werden, oder aus übergeordneten Strategieänderungen oder anderen neuen gesetzten immateriellen Randbedingungen folgen und der betrachteten Person, dem betrachteten Gegenstand, System oder Prozess vorgegeben sein.
Werden Änderungen der Bedingungen festgestellt, erfordert Flexibilität normalerweise eine eigene oder vorgegebene Entscheidung. Je größere Autonomie von einem System erwartet werden kann, desto mehr wird erwartet, dass dieses System nach Änderungen der Bedingungen selbst die erforderlichen Einstellungsänderungen vornimmt und Änderungen der Mittel oder der Aufgabe generiert, um als flexibel gelten zu können. Autonome Systeme müssen auf alle auftretenden Ereignisse reagieren können.
Ein starres oder inflexibles System hat keine oder sieht keine Alternativen und zeigt keine Reaktionen auf eingetretene Änderungen der Bedingungen und trifft keine an sich erforderliche Wahl einer Alternative.

## Formale Spezifikation

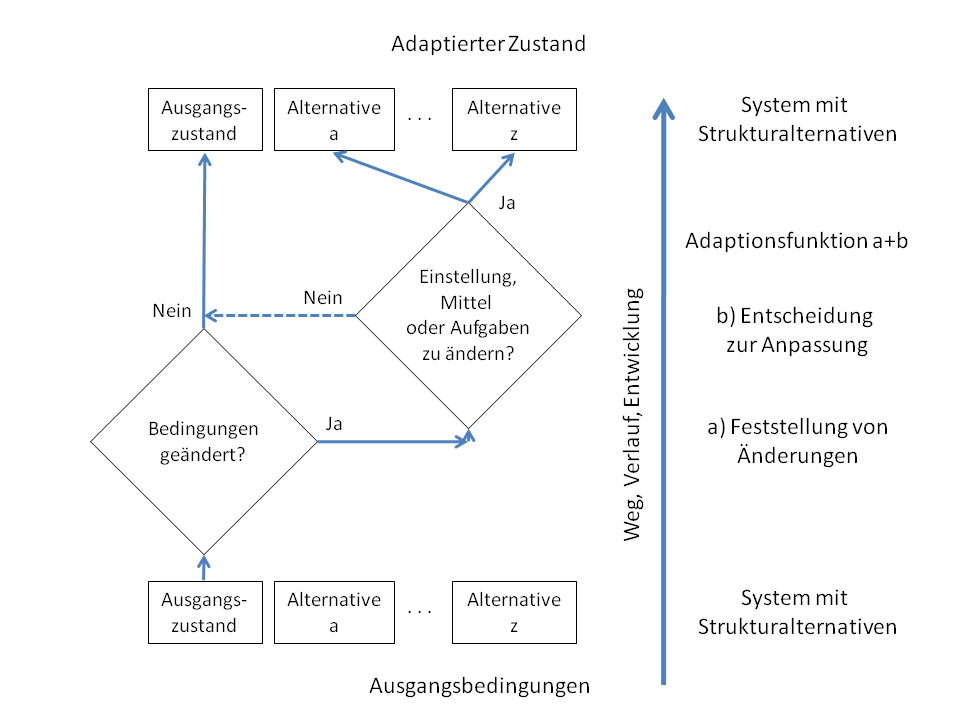
Veränderung eines Systems durch Flexibilität

Die Abbildung rechts zeigt, wie ein System sich von einem Ausgangszustand, der durch Ausgangsbedingungen bestimmt ist, nach einer Änderung dieser Bedingungen durch eine Entscheidung und nachfolgende zeitnahe und aufwandsarme Änderung der Einstellungen, Mittel oder Aufgaben in einen neuen Zustand bewegt. Dieser neue Zustand ist als mögliche Alternative schon parallel zum Ausgangszustand möglich gewesen. Dass auch bei geänderten Bedingungen die bisherigen Mittel, Einstellungen und Aufgaben beibehalten werden, d. h. der Ausgangszustand unverändert bleibt (gestrichelt in der Abbildung rechts), tritt nur in Ausnahmefällen auf, da dies üblicherweise Zeichen einer starren oder inflexiblen Haltung oder Struktur ist.

## Modellelemente
Vorgabe: Vom System einer Entität auferlegter oder aufgezwungener Weg oder vom System an eine Entität übermittelte Verhaltensweise (Parameter-Festlegung, Sollwertvorgabe, Ausstattung, Aufgabe).
Ziel: Erwarteter (vorgegebener oder angestrebter) Endpunkt eines Weges.
Weg: Zeitliche Abfolge der Zustandspunkte eines Gegenstands, einer Person, eines Prozesses oder eines Vorgangs, im Rahmen von Führung als Folge einer strukturellen Festlegung oder struktureller Festlegungen.
System: Menge miteinander in Beziehung stehender Elemente, die in einem bestimmten Zusammenhang als Ganzes gesehen und als von ihrer Umgebung abgegrenzt betrachtet werden
Entscheidung: Eine Entscheidung ist eine Wahl zwischen Alternativen oder zwischen mehreren unterschiedlichen Varianten von einem oder mehreren Entscheidungsträgern in Zusammenhang einer sofortigen oder späteren Umsetzung. Eine Entscheidung kann spontan bzw. emotional, zufällig oder rational erfolgen (siehe Entscheidung).
Alternativen: Einer von mehreren möglichen (verfügbaren) und einnehmbaren Zuständen eines Systems
Bedingungen: Äußere Umstände, Anforderungen, Erwartungen oder Vorgaben, die zu Einschränkungen oder Erweiterungen der von einem System eingenommenen Zustände führen.
Aufgabe oder Aufgabenstellung: Nutzung, Auftrag oder Rezeptur für ein System; eine Aufgabe kann vorgegeben oder selbstgestellt sein.

## Regeln
1. Flexibilität setzt einnehmbare Alternativen voraus.
2. Flexibilität kann genutzt werden, wenn eine Reaktion auf geänderte Bedingungen erforderlich erscheint.
3. Die Umschaltung auf eine Alternative muss zeitnah und aufwandsarm erfolgen können. Was „zeitnah“ und „aufwandsarm“ heißt, wird durch den Einsatzfall bestimmt.
4. Die Entscheidung zur Änderung von Einstellungen, Mitteln oder Aufgaben zur Zustandsanpassung kann durch Adaptionsfunktionen systemintern erfolgen oder als Vorgabe von außen.